# Telquins
En la mitologia grega, els telquins (grec antic: Τελχῖνες, Telkhines) eren unes divinitats marines amb l'aspecte de personatges amfibis, meitat terrestres i meitat marins, que tenien la part inferior del cos en forma de peix, o de serp, o tenien els peus palmats. La seva filiació era molt variable: es deia que el seu pare era Pontos, Tàrtar o Posidó, i la seva mare era Talassa, Gea o bé Nèmesi.
Segons algunes tradicions, els telquins eren uns genis de Rodes, i tenien una germana, Hàlia, que es va unir amb Posidó. Ells mateixos van prendre part en l'educació del déu, i en aquest sentit, tenen el mateix paper que els curets respecte a Zeus. Els telquins van inventar diverses arts, sobretot la d'esculpir estàtues als déus. Eren mags i tenien el poder de fer ploure, i de fer caure la neu i el granís. Eren capaços també, d'adoptar la forma que volguessin, però no els agradava revelar allò que sabien fer.
Poc abans del diluvi, van saber que passaria la catàstrofe i van marxar de Rodes per escampar-se pel món. Un d'ells, Licos, va anar a Lícia i va construir el temple d'Apol·lo Liceu. Un altre, Milas, és considerat l'inventor del molí de blat, i també va donar nom a una muntanya de l'illa de Rodes. Altres van marxar a diverses ciutats: Sició, i Orcomen, o a territoris com Lícia, on van portar els seus coneixements de metal·lúrgia.
La seva mirada estava carregada de maleficis. Els déus els van castigar per haver inundat l'illa de Rodes amb aigua de l'Estix, per convertir-la en estèril. Apol·lo els va matar amb les seves fletxes, o bé Zeus amb els seus llamps, i els precipità al fons del mar.